# La Tène (obec)
La Tène je obec v kantonu Neuchâtel na západě Švýcarska. Má přibližně 5 000 obyvatel.
Obec vznikla 1. ledna 2009 sloučením dvou obcí Marin-Epagnier a Thielle-Wavre. Název obce je odvozen od prehistorické lokality La Tène na břehu Neuchâtelského jezera.
Dne 1. ledna 2025 se obec sloučila s obcemi Enges, Hauterive a Saint-Blaise a vytvořily obec Laténa.

## Geografie
La Tène se nachází asi 6 km východně od města Neuchâtel na severovýchodním břehu Neuchâtelského jezera. Východní hranici obce tvoří kanál Zihl, který odvodňuje Neuchâtelské jezero do Bielského jezera.